# Hotel zum Schwan (Frankfurt am Main)

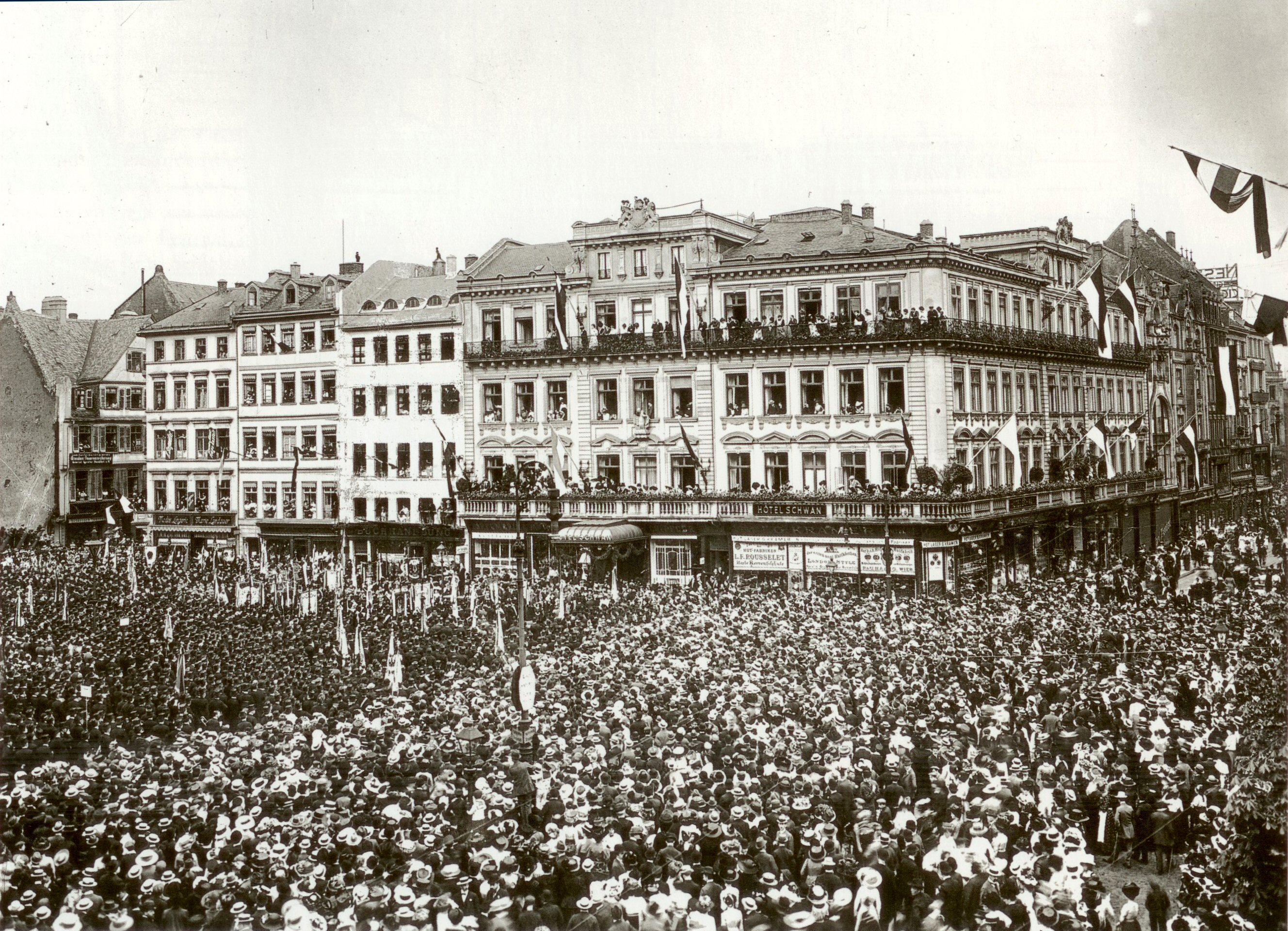
Goetheplatz mit dem Hotel Schwan am Sedantag 1895

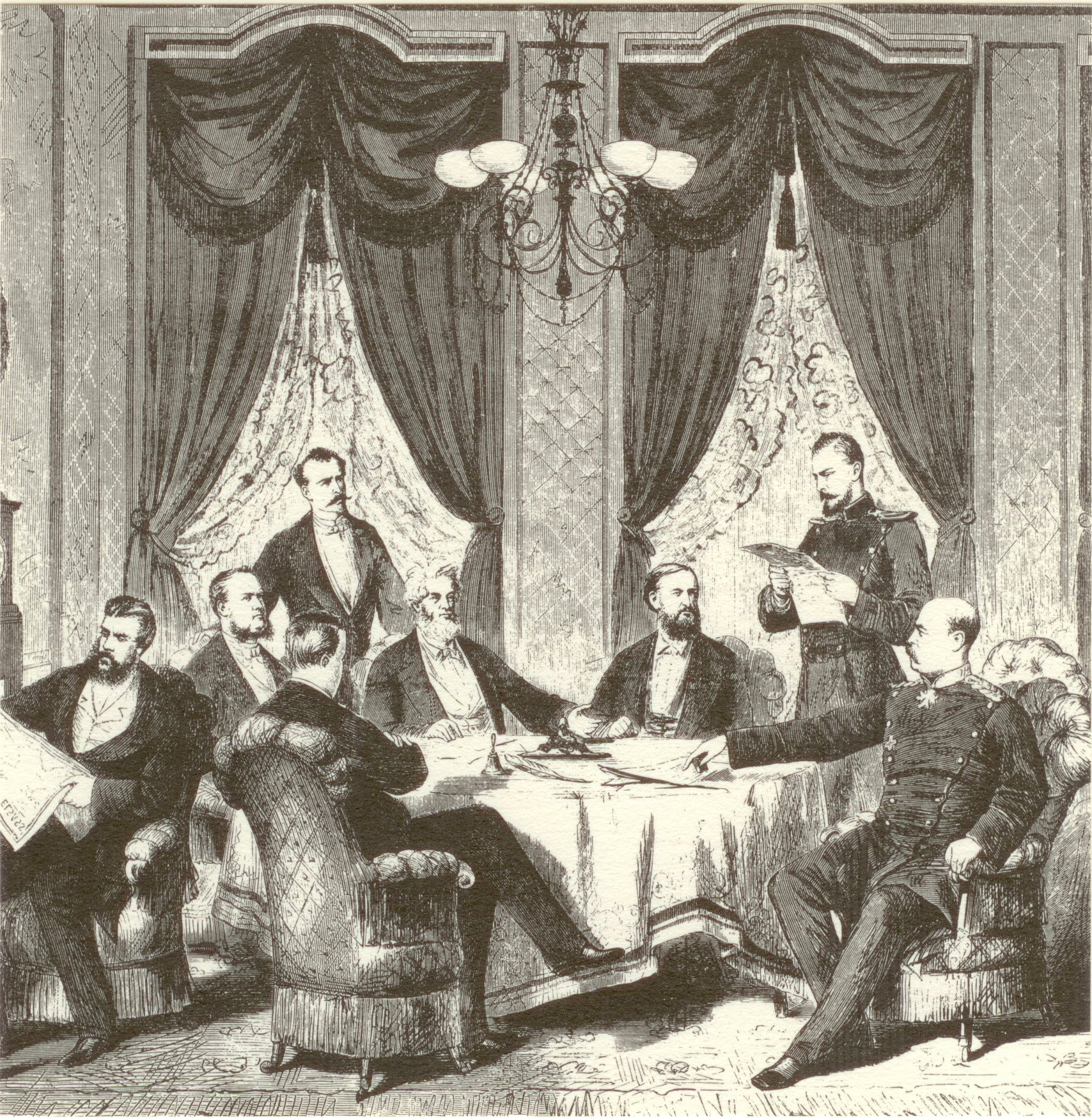
Friedensverhandlungen im Hotel zum Schwan. Zeitgenössischer Holzschnitt

Das Hotel [zum] Schwan war ein berühmtes Hotel in Frankfurt am Main. Es bestand von 1592 bis 1919. Sein Gebäude aus dem Jahr 1791 im Steinweg wurde 1944 bei den Luftangriffen auf Frankfurt am Main durch Fliegerbomben zerstört. An seiner Stelle befand sich später ein Kino und heute die Buchhandlung Hugendubel.
Vor allem im 19. Jahrhundert war der Schwan ein Luxushotel von europäischem Rang. Besondere historische Bedeutung besaß es als Unterzeichnungsort des Friedens von Frankfurt, der hier am 10. Mai 1871 den Deutsch-Französischen Krieg beendete.

## Der Schwan im klassizistischen Frankfurt
Das Haus Zum Weißen Schwan im Steinweg wurde bereits 1371 erstmals urkundlich erwähnt. Seit 1592 diente es als Gasthaus.
1791 ließ der Hotelier Jacob Fay den Schwan und die beiden angrenzenden Gebäude abreißen und einen Neubau im klassizistischen Stil errichten. Das Hotel mit seinen 150 Betten wurde alsbald das angesehenste Quartier in Frankfurt. 1793 feierte hier die Prinzessin Luise von Mecklenburg-Strelitz, die spätere Königin Louise, ihre Verlobung mit dem preußischen Kronprinzen Friedrich Wilhelm III. Weitere berühmte Gäste im Schwan waren der französische Kaiser Napoléon Bonaparte, der preußische General Blücher und der amerikanische Schriftsteller James Fenimore Cooper.
Die Gesellschaft an der Table d’hôte, die täglich nicht weniger als acht Gänge bot, setzte sich aus den unterschiedlichsten Kreisen zusammen, vom Bankier über den Akademiker, den Theaterkünstler bis zum verschrobenen Kauz. Ludwig Börne parodierte diese Gesellschaft 1827 in seiner Satire Der Narr im Weißen Schwan, und Wilhelm Hauff beschrieb in seinen 1826 erschienenen Mitteilungen aus den Memoiren des Satans, wie der Satan „auf Nr. 45 im Weißen Schwan recht gut wohnte [und] an der großen Table d'hôte in angenehmer Gesellschaft trefflich speiste.“
Ein bekanntes Original jener Zeit war der Oberkellner Volk: Er beherrschte fließend sechs Sprachen, bediente alle bis zu 200 Gäste der Tafel persönlich und wusste am Schluss beim Kassieren, ohne je etwas zu notieren, jedermanns Zeche aus dem Kopf.

## Umbau zum Weltstadthotel des 19. Jahrhunderts
1831 wurde der Schwan modernisiert. Neben einem neuen Speisesaal mit monumentalem Deckengemälde erhielt er als eines der ersten Häuser in Frankfurt eine Gasbeleuchtung. Zu den regelmäßigen Mittagsgästen der erstklassigen Frankfurter Gasthäuser gehörte auch der Philosoph Arthur Schopenhauer, der von 1832 bis zu seinem Tode 1860 in Frankfurt lebte. In den ersten Jahren besuchte er vorwiegend den Russischen Hof, später den Schwan, danach den Englischen Hof am Roßmarkt und zuletzt den Weidenbusch im Steinweg.

## Der Friede von Frankfurt

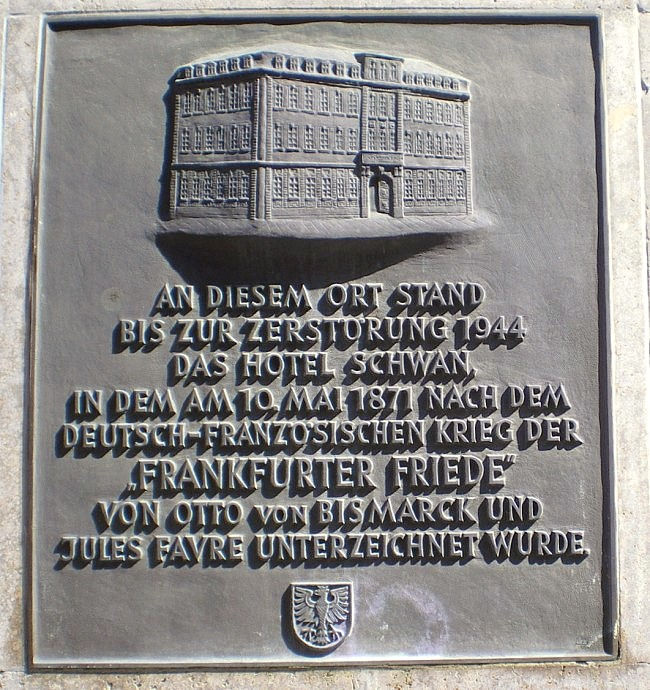
Gedenktafel am Ort des Hotels Schwan zum „Frankfurter Frieden“ im Steinweg 12

Am 10. Mai 1871 traf sich der deutsche Reichskanzler Otto von Bismarck mit dem Außenminister der Französischen Republik, Jules Favre. Um 14:15 Uhr wurde der Friedensvertrag unterschrieben. „Es ist mir ein schöner Gedanke, daß der erste große politische Akt des wiedererstandenen deutschen Reiches gerade in Frankfurt, der alten Kaiser- und Krönungsstadt, sich hat vollziehen können.“ In der Tat war es ein geschickter Schachzug Bismarcks, dessen Politik fünf Jahre zuvor zur Annexion der Freien Stadt Frankfurt geführt hatte, um sich mit der von ihm früher als Liberales Nest verunglimpften Stadt zu versöhnen. Seine Rechnung ging auf: Unter dem Eindruck des feierlichen Staatsaktes schlossen auch die Frankfurter Bürger mit ihm Frieden und jubelten ihm am Abend des 10. Mai 1871 zu. Das sogenannte „Friedenszimmer“ wurde danach nie mehr vermietet.

## Die letzten Jahre des Hotels
Ende des 19. Jahrhunderts erlebte das Traditionshotel einen allmählichen Bedeutungsverlust, vor allem unter dem Eindruck der Konkurrenz durch die neu eröffneten Großhotels wie den Frankfurter Hof.
Durch hochwertige Läden versuchte man diesen Bedeutungsverlust aufzuhalten. In dem Gebäude eröffnete beispielsweise das Hutgeschäft des Hoflieferanten Gustav Kramer, dessen Sohn, der Architekt Ferdinand Kramer später die Räume umgestaltete. Die durch Simon Ravenstein vorgenommenen Umbauten 1906/07 umfassten auch ein Lichtspieltheater, doch mit dem Ende des Ersten Weltkriegs ging die Tradition endgültig zu Ende.
1919 wurde der Schwan zu einem Geschäftshaus umgebaut. Im Erdgeschoss wurde das Kino U.T. im Schwan eingerichtet. Das Friedenszimmer von 1871 blieb öffentlich zugänglich. 1935 wurde seine Einrichtung ins Historische Museum gebracht. Sie überstand den Bombenkrieg, während der Schwan 1944 zerstört wurde.

## Nach der Zerstörung
1949 wurde am einstigen Standort des zerstörten Hotels durch die Architekten Alois Giefer und Hermann Mäckler ein Geschäftshaus und Kino errichtet. Am 21. Dezember 1949 öffnete das Metro im Schwan, dazu kamen 1954 das Kino Bambi und 1967 das Kino Palette. Ende der 1970er Jahre wurden noch drei Kleinkinos (Metro 2–4) eingerichtet. 1989 zogen die Kinos aus, und das Gebäude wurde zum Bücherkaufhaus Hugendubel umgebaut.

## Gäste (Auswahl)
- Maria Theresia Paradis, blinde Komponistin, Sängerin, Pianistin, Musikpädagogin – September 1785
- Robert Schumann, Komponist und Musikschriftsteller – 1829 (auf seiner Reise nach Heidelberg) und 1830 (beim Besuch eines Konzerts von Niccolo Paganini)
- Willibald Alexis, Schriftsteller
- Niccolo Paganini, bedeutender italienischer Violinvirtuose